# Florian Krobb
Florian Ulrich Krobb (* 1959 in Dortmund) ist ein deutscher Germanist.

## Leben
Er studierte Germanistik und Geschichte an der Universität Göttingen. 1992 wurde er dort mit der Dissertation „Die schöne Jüdin: jüdische Frauengestalten in der deutschsprachigen Erzählliteratur vom 17. Jahrhundert bis zum Ersten Weltkrieg“ promoviert.
Krobb wurde 1991 zum Lecturer in German an der Maynooth University ernannt. 2005 wurde er Professor für Germanistik. Seit 2016 ist er außerordentlicher Professor für moderne Fremdsprachen an der Universität Stellenbosch.
Seine Forschungsschwerpunkte sind deutsch-jüdische Literaturgeschichte; 19. Jh. deutsche und österreichische Literatur; Fin de siècle, Geschichtsschreibung und -denken, Schiller, Reiseliteratur, Kolonialismus und Literatur; Konservativismus und Katholizismus in der Weimarer Kultur, Afrika im deutschen Diskurs von Erkundungs- bis Abenteuerliteratur.

## Schriften (Auswahl)
- Vorkoloniale Afrika-Penetrationen. Diskursive Vorstöße ins „Herz des großen Continents“ in der deutschen Reiseliteratur (ca. 1850–1890). Frankfurt am Main 2017, ISBN 3-631-71673-7.
- Streiflichter zur deutsch-jüdischen Literaturgeschichte. Selbstbild – Fremdbild – Dialog. Hildesheim 2018, ISBN 3-487-15665-2.
- Aufbruch nach Afrika. Studien zur deutschen Anverwandlung eines kolonialen Raumes (ca. 1850–1940). Berlin 2021, ISBN 978-3-643-25010-0.
- „Afrikas Zukunft“. Jugend- und Abenteuerliteratur in Deutschlands „afrikanischem Jahrhundert“ (ca. 1840–1940). Würzburg 2021, ISBN 3-8260-7399-1.